# Riverdale (Illinois)
Riverdale – wieś w Stanach Zjednoczonych, w stanie Illinois, w hrabstwie Cook.